# José Sixto Verduzco
José Sixto Verduzco (de nombre de nacimiento José Sixto de la Santísima Trinidad Berduzco Macías; Zamora, Michoacán, 29 de marzo de 1773-Ciudad de México, 22 de octubre de 1832) fue un cura mexicano que vivió en la época de la guerra de independencia de México.

## Biografía

### Primeros años
José Sixto nació el 29 de marzo de 1773 en la Villa de Zamora, Michoacán; sus padres fueron don Joaquín Berduzco y doña María Antonia Macías. Fue bautizado el mismo día en el Sagrario de esa ciudad.

### Formación y cargos ocupados
Se formó como sacerdote en el Colegio de San Nicolás de Valladolid y en el seminario de la misma ciudad del occidente de México. Finalmente, obtuvo el grado de doctor por la Pontificia Universidad de México. Sirvió como párroco en el pueblo de Tuzantla, perteneciente a la intendencia de Michoacán. Formó parte de la Junta de Zitácuaro, convocada por Ignacio López Rayón en 1811.
En 1813 intentó sin éxito conquistar Valladolid para la causa insurgente. Fue esta derrota uno de los acontecimientos que contribuyeron a la caída de la Junta de Zitácuaro. A la convocatoria de José María Morelos y Pavón para formar un nuevo órgano de gobierno, Verduzco participó como diputado por Michoacán. Fue firmante del Acta Solemne de la Declaración de Independencia de la América Septentrional y de la Decreto Constitucional para la Libertad de la América Mexicana.
En 1817 fue puesto preso por el virrey Juan Ruiz de Apodaca, y tres años más tarde fue beneficiado con el indulto. Al consumarse la independencia, Verduzco fue nombrado capitán general y senador por Michoacán.